# Attentat contre L'Hebdo libéré
L'attentat contre L'Hebdo libéré est une attaque terroriste islamiste perpétrée contre l'hebdomadaire indépendant L'Hebdo libéré le 21 mars 1994 à Alger. C'est le premier attentat contre un journal pendant la décennie noire.
L'Hebdo libéré, périodique de gauche, est visé pour ses positions anti-islamiste exprimées depuis sa création trois ans plus tôt.

## Déroulement
Selon le journaliste Lazhari Labter, le GIA les avait menacés par téléphone : « à partir d'aujourd'hui, nous allons abattre trois d'entre vous à chaque fois »
Le 21 mars 1994, jour de bouclage du journal, cinq (ou sept, selon les sources) hommes armés se présentant comme des policiers en civil entrent dans la grande salle de composition, rue Khemissa. Ils espèrent y trouver l'ensemble des employés mais, exceptionnellement ce jour-là, la plupart des journalistes sont à la rédaction, à El Mouradia, près de la présidence de la République. Le directeur de la publication Abderrahmane Mahmoudi, lui, assistait à l'enterrement de Djamel Benzaghou, journaliste assassiné à Bab El Oued.
Les terroristes ouvrent le feu sur les personnes présentes, tuant Madjid Yacef, photo-reporter de 40 ans, Rachid Benhaddou, chauffeur et Nadir Mahmoudi (24 ans), le frère d'Abderrahmane. Il y a deux blessés graves : Naïma Naïli, secrétaire de 20 ans, et Azeddine Ramdani (29 ans),.
Les 26 et 27 mars, plusieurs journaux suspendent leurs publications en signe de protestation.

## Analyse
Ce n'est pas la première fois que des collaborateurs du journal sont pris pour cibles. Abderrahmane Chergou avait déjà été assassiné cinq mois plus tôt, le 28 septembre 1993. 
Le style du journal ne plaisait pas non plus au pouvoir algérien : Abderrahmane Mahmoudi, probablement une des cibles principales de l'attentat, avait été arrêté pendant quelques jours en 1992 et remis en liberté provisoire le 31 mars, puis mis sous contrôle judiciaire pendant quatre mois en 1993. Accusé de diffamation, d'outrage à magistrat, de faux et usage de faux après avoir publié une affaire de « magistrats faussaires », il lui avait été interdit de continuer à écrire.